# Tom Clancy
Thomas Leo Clancy Jr. (Baltimore, 12 de Abril de 1947 – 1 de Outubro de 2013) foi um escritor e historiador norte-americano, conhecido por seus enredos detalhados de espionagem e de ciência militar que ocorrem durante e depois da Guerra Fria.
Considerado o inventor do "techno-thriller", um gênero híbrido literário que funde ação e aventura militar, ficção de espionagem e ficção científica com realismo social, incluindo uma quantidade desproporcionada de detalhes técnicos. Dezessete dos seus romances foram sucessos de venda e tem mais de 100 milhões de cópias dos seus livros em impressão. O seu nome também é usado por escritores fantasma para argumentos de filmes, livros não-fictícios sobre temas militares e videojogos. Foi co-proprietário da equipe de basebol Baltimore Orioles e Vice-Presidente das Atividades Comunitárias e dos Comitês de Relações Públicas.
A carreira literária de Clancy começou em 1984 quando vendeu The Hunt for Red October por $5,000. Os seus trabalhos, The Hunt for Red October (1984), Patriot Games (1987), Clear and Present Danger (1989), e The Sum of All Fears (1991), foram adaptados para cinema tornando-se filmes bem sucedidos comercialmente. Alec Baldwin, Harrison Ford, Ben Affleck, Chris Pine e John Krasinski fizeram o papel de Jack Ryan, o personagem mais famoso de Clancy, enquanto o segundo mais conhecido, John Clark, já foi interpretado por Willem Dafoe, Liev Schreiber e Michael B. Jordan.

## Biografia
Tom Clancy nasceu em Baltimore, Maryland, em 1947, tendo crescido no bairro de Northwood, a nordeste de Baltimore. Era o segundo entre os três filhos de Thomas Clancy, que trabalhava nos Correios dos Estados Unidos, e de Catherine Clancy, que trabalhava no departamento de crédito de uma loja. A família era descendente de irlandeses. Foi escoteiro da Tropa 624 dos Boy Scouts of America quando criança.
Sua mãe trabalhava para poder mantê-lo em uma escola católica da Ordem dos Jesuítas, a Loyola High School, em Towson, Maryland, de onde ele se formou em 1965. Em seguida, se matriculou na Loyola University Maryland, de onde se formou em 1969 com um bacharelado em Literatura Inglesa. Apesar de ter se alistado ao Corpo de Treinamento dos Oficiais da Reserva do Exército dos Estados Unidos, ele nunca foi convocado para servir devido à miopia, o que o obrigada a usar óculos de lentes grossas. Depois de sua formatura, começou a trabalhar para uma empresa de seguros em Hartford, Connecticut.
Em 1973, começou a trabalhar para a corretora O. F. Bowen Agency, fundada pelo avô de sua esposa. Em 1980, comprou a empresa da sogra após a morte do sogro, enquanto escrevia romances em seu tempo livre. Foi nesta época que escreveu The Hunt for Red October (1984).

### Carreira literária
Aos 37 anos, em 1984, concretizou um sonho antigo e escreveu o seu primeiro livro, A Caçada ao Outubro Vermelho, a história de um capitão de um submarino russo que deserta para os Estados Unidos. Apareceu nessa obra pela primeira vez o personagem Jack Ryan, um agente da CIA que viria a ser figura central em vários romances do autor. O livro revelou também o criador do gênero techno-thriller, histórias de intriga política com detalhes de novas tecnologias militares.[carece de fontes?]
Logo na obra de estreia, Clancy teve boas críticas, mas o sucesso absoluto aconteceu quando o então presidente americano Ronald Reagan teceu rasgados elogios ao livro. Esses elogios fizeram com que Caçada ao Outubro Vermelho passasse a figurar na lista de obras mais vendidas publicada pelo jornal New York Times.
O livro deu origem a um filme com o mesmo nome, realizado em 1990 por John McTiernan, tendo como principais atores Sean Connery e Alec Baldwin. Foi apenas o primeiro dos seus livros a ser adaptado ao cinema.
A obra de estreia revelou um autor que escrevia argumentos elaborados, com bastante realismo e autenticidade, no meio de grandes doses de suspense. O seu segundo romance, editado em 1986, chamou-se Red Storm Rising e voltou a abordar as tensas relações entre os Estados Unidos e a União Soviética. Desta vez, Clancy elaborou um cenário de guerra moderno após um ataque soviético contra a NATO (ou OTAN no Brasil).[carece de fontes?]
Em 1988, publicou Jogos Patrióticos, de novo com Jack Ryan como protagonista. O agente da CIA teve desta vez que lidar com grupos terroristas. Esse livro também foi adaptado ao cinema em 1992, agora pelo realizador Phillip Noyce, que chamou o ator Harrison Ford para interpretar Jack Ryan. O filme teve título em Portugal: Jogos de Poder - O Atentado; no Brasil: Jogos Patrióticos.
Em 1989, surgiu Perigo Real e Imediato, onde Jack Ryan se envolvia no combate ao tráfico de drogas. Harrison Ford voltou a representar esse personagem no filme de 1994, realizado por Phillip Noyce, chamado Clear and Present Danger. A Soma de Todos os Medos, de 1991, trouxe mais uma aventura de Jack Ryan, agora tentando solucionar uma crise política entre a Rússia e os Estados Unidos no período pós-Guerra Fria.
Durante a década de 1990, Tom Clancy continuou a escrever best-sellers, sempre baseado em intrigas políticas e ilustrados com detalhes de moderna tecnologia militar. Dívida de Honra, de 1994, tinha a particularidade de incluir um ataque suicida em que um avião é projetado contra o Capitólio, em Washington D.C. Para além dos seus romances, Tom Clancy também escreveu diversos livros relacionados com temas militares.

### Cinema e videogame
A adaptação ao cinema A Soma de Todos os Medos, pela mão de Phil Alden Robinson, surgiu apenas dez anos depois de seu lançamento e o ator escolhido para representar Ryan foi Ben Affleck, num filme que em português se chamou A Soma de Todos os Medos. Vários outros livros do autor ganharam a tela do cinema.[carece de fontes?]. Em 31 de agosto de 2018, estreou uma série no Prime Video inspirada nas ideias de Tom Clancy, Jack Ryan de Tom Clancy.
As ideias de Tom Clancy inspiraram também a criação de vários jogos para videogame, como Ghost Recon, Rainbow Six, Splinter Cell e The Division, em versões para várias plataformas.

## Visão política
Clancy é geralmente considerado um apoiador da direita conservadora. Ele doou mais de US$237,000  para os candidatos do partido Republicano entre 1994 e 2006.
Uma semana após os ataques de 11 de Setembro, Clancy acusou a esquerda liberal de ser parcialmente culpada pelos atentados em razão do enfraquecimento da CIA influenciado por congressistas dos Democratas americanos. em suas próprias palavras:
"A CIA foi desmembrada por congressistas da esquerda que não gostam de operações de inteligência. E como resultado (...) indireto disso, nós perdemos 5,000 civis semana passada" .
Clancy também comparou-se ao general Anthony Zinni, um crítico da administração George W. Bush, e manteve-se crítico também do ex-secretário de defesa Donald Rumsfeld, durante toda sua gestão.

## Morte
Clancy morreu em 1 de outubro de 2013, aos 66 anos, devido a uma insuficiência cardíaca, no Hospital Johns Hopkins.

## Livros

### Universo Jack Ryan
- The Hunt for Red October (1984) – A Caçada ao Outubro Vermelho
- Patriot Games (1987) – Jogos Patrióticos
- Cardinal of the Kremlin (1988) – O Cardeal do Kremlin
- Clear and Present Danger (1989) – Perigo Real e Imediato
- The Sum of All Fears (1991) – A Soma de Todos os Medos
- Without Remorse (1993) - Sem Remorso
- Debt of Honor (1994) – Dívida de Honra
- Executive Orders (1996) - Ordens do Executivo
- Rainbow Six (1998) – Rainbow 6
- The Bear and the Dragon (2000) – O Urso e o Dragão
- Red Rabbit (2002) – Coelho Vermelho
- The Teeth of the Tiger (2003) – Os Dentes do Tigre
- Dead or Alive (2010) (com Grant Blackwood) - Morto ou Vivo
- Locked On (2011) (com Mark Greaney)
- Threat Vector (2012) (com Mark Greaney)
- Command Authority (2013) (com Mark Greaney)
- Support and Defend (2014, por Mark Greaney)
- Full Force and Effect (2014, por Mark Greaney)[17]
- Under Fire (2015, por Grant Blackwood)[18]
- Commander in Chief (2015, por Mark Greaney)
- Duty and Honor (2016, por Grant Blackwood)[19]
- True Faith and Allegiance (2016, por Mark Greaney)[20]
- Point of Contact (2017, por Mike Maden)[21]
- Power and Empire (2017, por Marc Cameron)
- Line of Sight (2018, por Mike Maden)

### UniversoOp-Center
- Op-Center (1995) - Op-Center
- Mirror Image (1995) - Reflexo no Espelho
- Games of State (1996) - Jogos de Estado
- Acts of War (1996) - Atos de Guerra
- Balance of Power (1998) - Equilíbrio de Forças
- State of Siege (1999)
- Divide and Conquer (2000)
- Line of Control (2001)
- Mission of Honor (2002)
- Sea of Fire (2003)
- Call to Treason (2004)
- War of Eagles (2005)

### UniversoNet Force
- Net Force (1999)
- Hidden Agendas (1999)
- Night Moves (1999)
- Breaking Point (2000)
- Point of Impact (2001)
- CyberNation (2001)
- State of War (2003)
- Changing of the Guard (2003)
- Springboard (2005)
- The Archimedes Effect (2006)

### UniversoPower Plays
- Politika (1997) (com Martin H Greenberg)
- Ruthless.Com (1998) (com Martin H Greenberg)
- Shadow Watch (1999) (com Martin H Greenberg)
- Bio-Strike (2000) (com Martin H Greenberg)
- Cold War (2001) (com Jerome Preisler)
- Cutting Edge (2002) (com Jerome Preisler)
- Zero Hour (2003) (com Martin H Greenberg e Jerome Preisler)
- Wild Card (2004) (com Jerome Preisler)

### Livros isolados
Livros que não fazem parte de um universo.
- Red Storm Rising (1986) - Tempestade Vermelha
- SSN: Strategies for Submarine Warfare (1996)
- Against All Enemies (2011) (com Peter Telep)

## Videogames

### Tom Clancy's Splinter Cell
| Título                                       | Tipo | Plataformas | Desenvolvedora | Ano de lançamento |
| -------------------------------------------- | ---- | --- | -------------- | ----------------- |
| Tom Clancy's Splinter Cell                   | Jogo | Xbox, Microsoft Windows, PlayStation 2, Game Cube, Game Boy Advance, Android, N-Gage, Mac OS X, PlayStation 3          | Ubisoft        | 2002              |
| Tom Clancy's Splinter Cell: Pandora Tomorrow | Jogo | Microsoft Windows, PlayStation 2, Xbox, Game Cube, Game Boy Advance, Android                                           | Ubisoft        | 2004              |
| Tom Clancy's Splinter Cell: Chaos Theory     | Jogo | Android, N-Gage, Xbox, Microsoft Windows, PlayStation 2, Game Cube, Nintendo DS, Xbox 360, Nintendo 3DS, PlayStation 3 | Ubisoft        | 2005              |
| Tom Clancy's Splinter Cell: Essentials       | Jogo | PlayStation Portable                                                                                                   | Ubisoft        | 2006              |
| Tom Clancy's Splinter Cell: Double Agent     | Jogo | Xbox 360, PlayStation 2, PlayStation 3, Xbox, Wii, Microsoft Windows, Game Cube, BlackBerry, Plataforma Java           | Ubisoft        | 2006              |
| Tom Clancy's Splinter Cell: Conviction       | Jogo | Android, Bada, iOS, Mac OS X, Microsoft Windows, Windows Phone, Xbox 360                                               | Ubisoft        | 2010              |
| Tom Clancy's Splinter Cell: Blacklist        | Jogo | Microsoft Windows, PlayStation 3, Xbox 360, Wii U                                                                      | Ubisoft        | 2013              |

### Tom Clancy's Rainbow Six
| Título                                                  | Tipo     | Plataformas                                                                            | Desenvolvedora | Ano de lançamento |
| ------------------------------------------------------- | -------- | -------------------------------------------------------------------------------------- | -------------- | ----------------- |
| Tom Clancy's Rainbow Six                                | Jogo     | Microsoft Windows, PlayStation, Nintendo 64, Xbox, Game Boy, DreamCast, Mac OS Classic | Ubisoft        | 1998              |
| Tom Clancy's Rainbow Six: Eagle Watch                   | Expansão | ?                                                                                      | Ubisoft        | 1999              |
| Tom Clancy's Rainbow Six: Rogue Spear                   | Jogo     | DreamCast, PSX, Game Boy Advance                                                       | Ubisoft        | 1999              |
| Tom Clancy's Rainbow Six: Rogue Spear: Urban Operations | Expansão | ?                                                                                      | Ubisoft        | 2000              |
| Tom Clancy's Rainbow Six: Covert Operations Essentials  | Expansão | ?                                                                                      | Ubisoft        | 2000              |
| Tom Clancy's Rainbow Six: Rogue Spear: Black Thorn      | Expansão | ?                                                                                      | Ubisoft        | 2001              |
| Tom Clancy's Rainbow Six: Lone Wolf                     | Jogo     | PSX                                                                                    | Ubisoft        | 2002              |
| Tom Clancy's Rainbow Six 3: Raven Shield                | Jogo     | Microsoft Windows, Mac OS X, Celular, Xbox, PlayStation 2, Game Cube                   | Ubisoft        | 2003              |
| Tom Clancy's Rainbow Six 3: Athena Sword                | Expansão | ?                                                                                      | Ubisoft        | 2004              |
| Tom Clancy's Rainbow Six 3: Black Arrow                 | Jogo     | Xbox                                                                                   | Ubisoft        | 2004              |
| Tom Clancy's Rainbow Six 3: Iron Wrath                  | Expansão | ?                                                                                      | Ubisoft        | 2005              |
| Tom Clancy's Rainbow Six: Lockdown                      | Jogo     | Microsoft Windows, Xbox, PlayStation 2, Celular, Game Cube                             | Ubisoft        | 2005              |
| Tom Clancy's Rainbow Six: Critical Hour                 | Jogo     | Xbox                                                                                   | Ubisoft        | 2006              |
| Tom Clancy's Rainbow Vegas                              | Jogo     | Microsoft Windows, PlayStation 3, Telefone celular, Playstation Portable, Xbox 360     | Ubisoft        | 2006              |
| Tom Clancy's Rainbow Vegas 2                            | Jogo     | Microsoft Windows, PlayStation 3, Xbox 360                                             | Ubisoft        | 2008              |
| Tom Clancy's Rainbow Shadow Vanguard                    | Jogo     | Android                                                                                | Ubisoft        | 2011              |
| Tom Clancy's Rainbow Six Siege                          | Jogo     | PlayStation 4, Microsoft Windows, Xbox One                                             | Ubisoft        | 2015              |
| Tom Clancy's Rainbow Six Extraction                     | Jogo     | Microsoft Windows, PlayStation 5, Xbox Series S/X, PlayStation 4, Xbox One             | Ubisoft        | 2022              |

### Tom Clancy's Ghost Recon
| Título                                          | Tipo     | Plataformas                                                        | Desenvolvedora | Ano de lançamento |
| ----------------------------------------------- | -------- | ------------------------------------------------------------------ | -------------- | ----------------- |
| Tom Clancy's Ghost Recon                        | Jogo     | PlayStation 2, Xbox 360, Game Cube, N-Gage, Microsoft Windows, Mac | Ubisoft        | 2001              |
| Tom Clancy's Ghost Recon: Desert Siege          | Expansão | PlayStation 2, Microsoft Windows                                   | Ubisoft        | 2002              |
| Tom Clancy's Ghost Recon: Island Thunder        | Expansão | Microsoft Windows, Xbox                                            | Ubisoft        | 2002              |
| Tom Clancy's Ghost Recon: Jungle Storm          | Expansão | PlayStation 2, N-Gage, Android                                     | Ubisoft        | 2004              |
| Tom Clancy's Ghost Recon 2                      | Jogo     | PlayStation 2, Xbox, Game Cube                                     | Ubisoft        | 2004              |
| Tom Clancy's Ghost Recon 2: Summit Strike       | Expansão | PlayStation 2, Xbox, Game Cube                                     | Ubisoft        | 2005              |
| Tom Clancy's Ghost Recon: Advanced Warfighter   | Jogo     | Xbox 360, Xbox, PlayStation 2, Microsoft Windows                   | Ubisoft        | 2006              |
| Tom Clancy's Ghost Recon: Advanced Warfighter 2 | Jogo     | Xbox 360, Microsoft Windows, PlayStation 3, PlayStation Portable   | Ubisoft        | 2007              |
| Tom Clancy's Ghost Recon: Predator              | Jogo     | PlayStation Portable                                               | Ubisoft        | 2010              |
| Tom Clancy's Ghost Recon: Wii                   | Jogo     | Wii                                                                | Ubisoft        | 2010              |
| Tom Clancy's Ghost Recon: Shadow Wars           | Jogo     | Nintendo 3DS                                                       | Ubisoft        | 2011              |
| Tom Clancy's Ghost Recon: Future Soldier        | Jogo     | PlayStation 3, Xbox 360, Microsoft Windows                         | Ubisoft        | 2012              |
| Tom Clancy's Ghost Recon: Phantoms              | Jogo     | Microsoft Windows, Wii U                                           | Ubisoft        | 2012              |
| Tom Clancy's Ghost Recon: Wildlands             | Jogo     | PlayStation 4, Xbox One, Microsoft Windows                         | Ubisoft        | 2017              |
| Tom Clancy's Ghost Recon: Breakpoint            | Jogo     | PlayStation 4, Xbox One, Microsoft Windows, Google Stadia          | Ubisoft        | 2019              |

### Tom Clancy's H.A.W.X
| Título                  | Tipo | Plataformas                                                                          | Desenvolvedora | Ano de Lançamento |
| ----------------------- | ---- | ------------------------------------------------------------------------------------ | -------------- | ----------------- |
| Tom Clancy's H.A.W.X.   | Jogo | Microsoft Windows, PlayStation 3, Xbox 360, Android ,iOS, webOS, Symbian OS, Java ME | Ubisoft        | 2009              |
| Tom Clancy's H.A.W.X. 2 | Jogo | Microsoft Windows, PlayStation 3, Xbox 360, Wii, Em nuvem                            | Ubisoft        | 2010              |

### Tom Clancy's The Division
| Título                      | Tipo | Plataformas                                | Desenvolvedora | Ano de Lançamento |
| --------------------------- | ---- | ------------------------------------------ | -------------- | ----------------- |
| Tom Clancy's The Division   | Jogo | Microsoft Windows, PlayStation 4, Xbox One | Ubisoft        | 2016              |
| Tom Clancy's The Division 2 | Jogo | Microsoft Windows, PlayStation 4, Xbox One | Ubisoft        | 2019              |

### Tom Clancy's EndWar
| Título              | Tipo | Plataformas                                                       | Desenvolvedora | Ano de Lançamento |
| ------------------- | ---- | ----------------------------------------------------------------- | -------------- | ----------------- |
| Tom Clancy's EndWar | Jogo | Microsoft Windows, PlayStation 3, Xbox 360, Nintendo DS, PSP, iOS | Ubisoft        | 2008              |

### Tom Clancy's Shadow Watch
| Título       | Tipo | Plataformas       | Desenvolvedora          | Ano de Lançamento |
| ------------ | ---- | ----------------- | ----------------------- | ----------------- |
| Shadow Watch | Jogo | Microsoft Windows | Red Storm Entertainment | 2000              |

## Na Cultura Popular
- Tom Clancy faz uma aparição no episódio de Os Simpsons, Diatribe of a Mad Housewife usando um boné com os dizeres "USS Iowa (BB-61)".
- O sitcom Deep Trouble da rádio BBC 4 se passa em um submarino nuclear a apresenta uma versão bem-humorada de Clancy como personagem recorrente. É interpretado por Ben Willbond, co-roteirista da série.[22]
- No seriado "My Family" da BBC, o personagem Ben Harper frequentemente lê romances de Tom Clancy na cama.